# Кай Бюлов
Кай Бюлов (на немски: Kai Bülow), фамилията изписвана също като Бюло, е германски футболист, играещ като защитник в ТШФ Мюнхен 1860.
Започва професионалната си кариера в отбора от Втора Бундеслига ФК Ханза (Росток) през сезон 2005/06. Първоначално играе като защитник преди да започне да играе като полузащитник през следващия сезон, когато отборът печели промоция в Първа Бундеслига. През сезон 2007/08 отборът отново изпада във Втора бундеслига. 
В началото на сезон 2010/11 Бюлов преминава в ТШФ „Мюнхен 1860“, където заиграва като защитник.